# Acordo de cessar-fogo e separação de forças
O Acordo de Cessar-Fogo e Separação de Forças foi assinado pelos participantes da Guerra na Abecásia em Moscou em 14 de maio de 1994. É também é conhecido como Acordo de Moscou de 1994, e foi presenciado pelas representantes das Nações Unidas, da Federação Russa e da OSCE. O acordo foi reconhecido pela Resolução 934 do Conselho de Segurança das Nações Unidas.
A Geórgia e a Abecásia concordaram com um cessar-fogo e o estabelecimento de uma zona de segurança livre de armas pesadas, separando as partes. Uma força de paz da Comunidade de Estados Independentes monitoraria o cumprimento do acordo com a ajuda da Missão de Observação das Nações Unidas na Geórgia (UNOMIG).